# Ostràcids

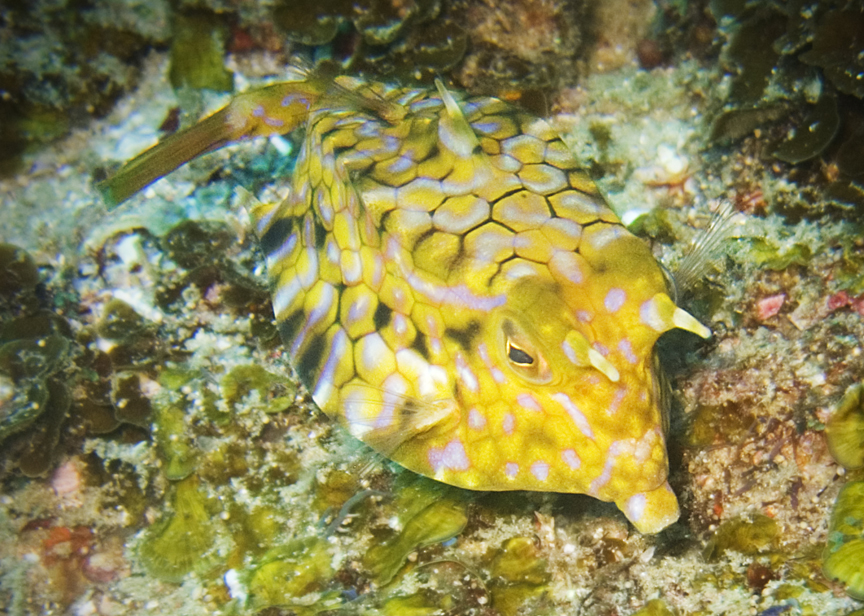
Lactoria fornasini

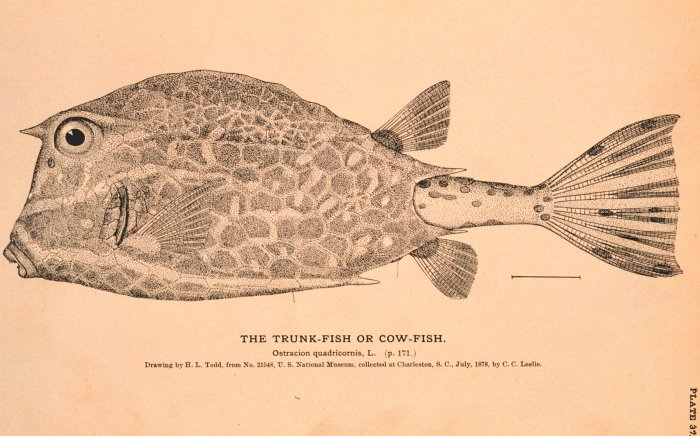
Ostracion quadricornis

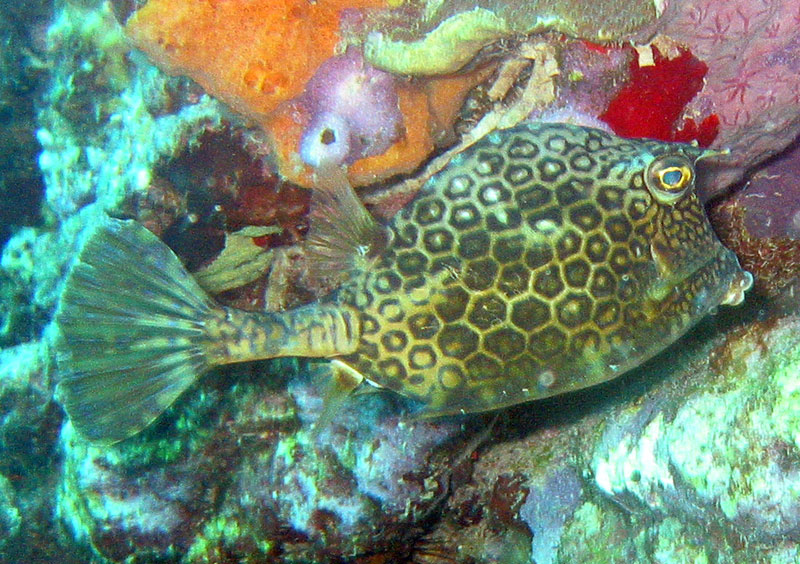
Acanthostracion polygonius

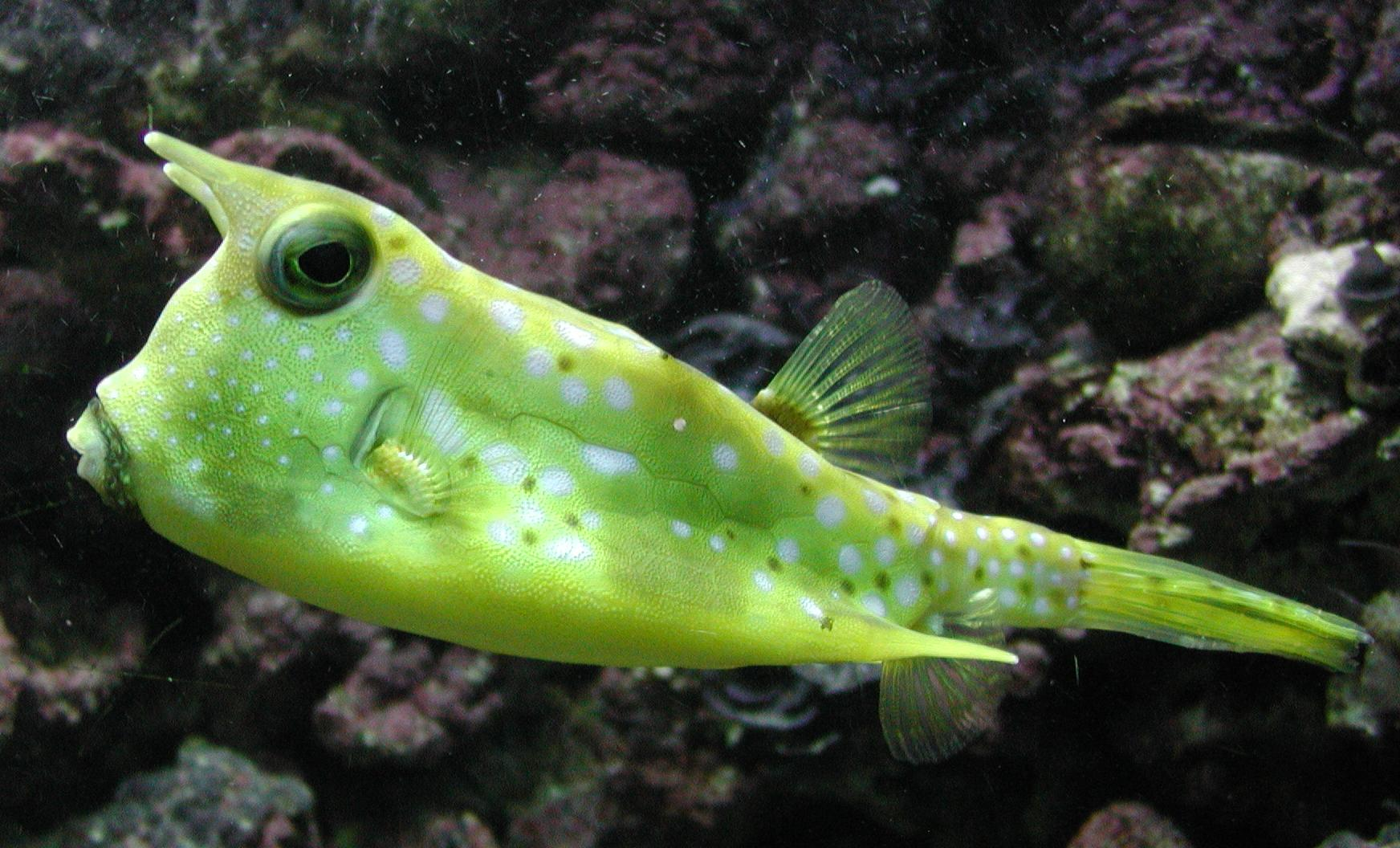
Lactoria cornuta

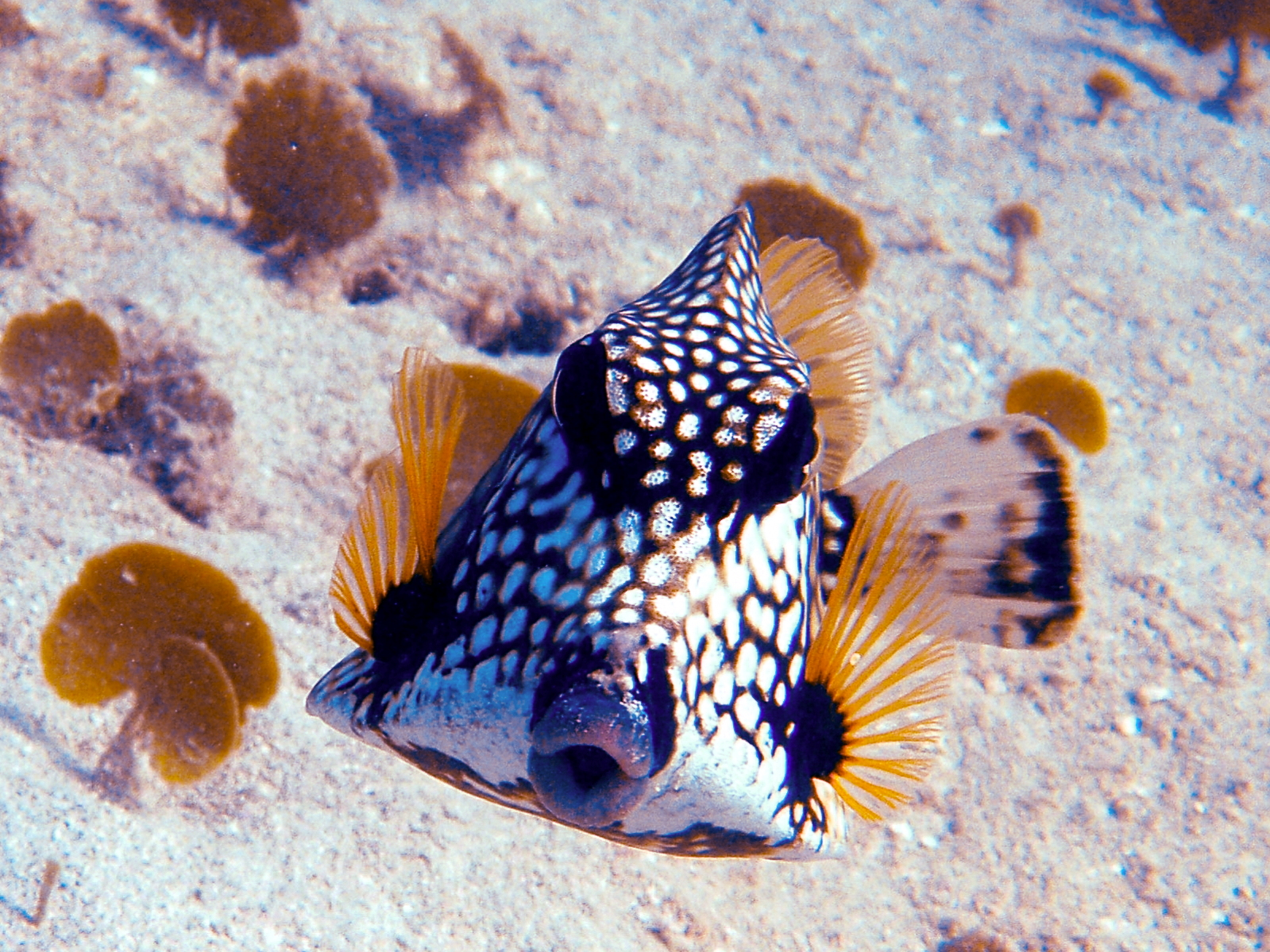
Lactophrys triqueter

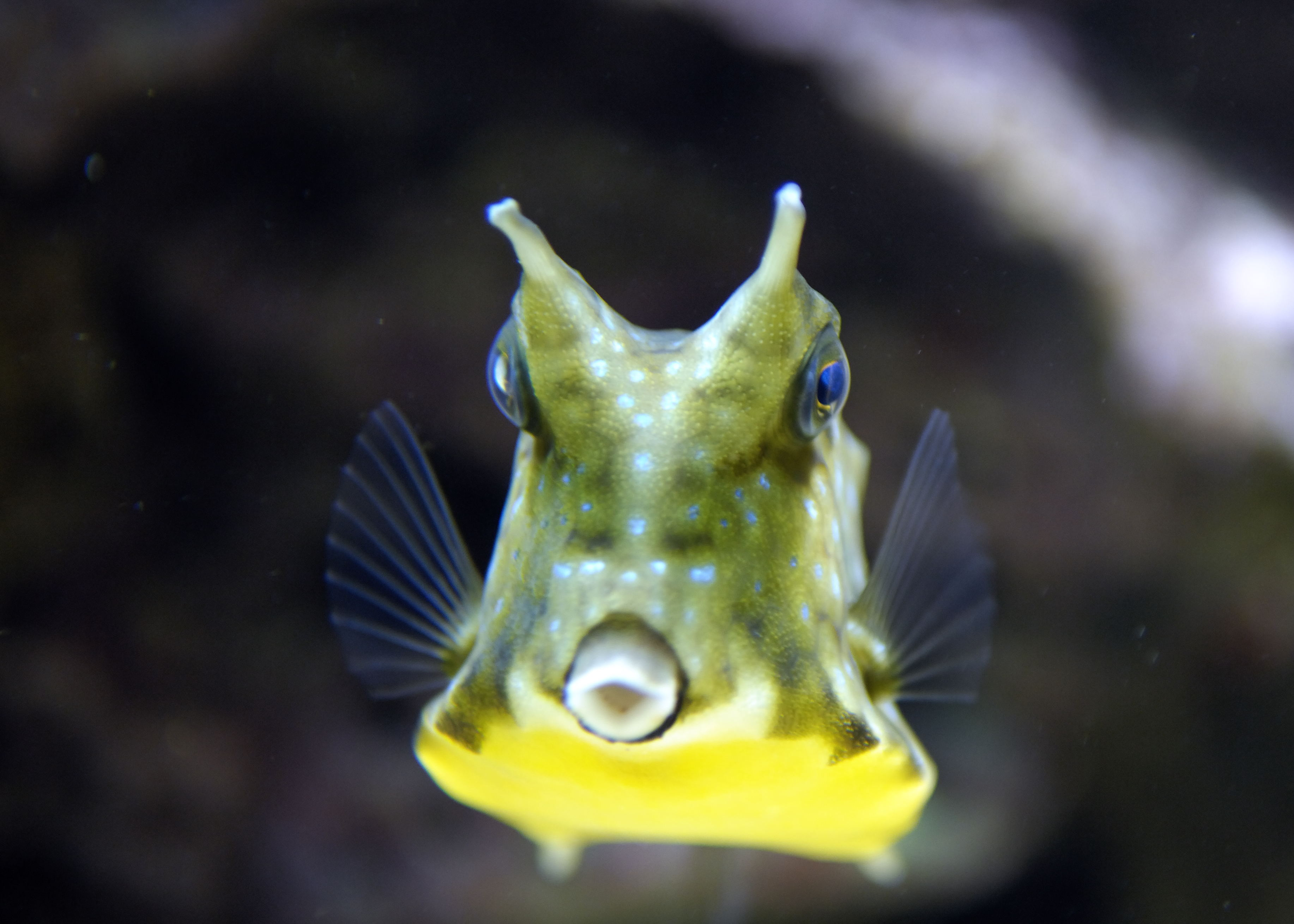
Lactoria cornuta

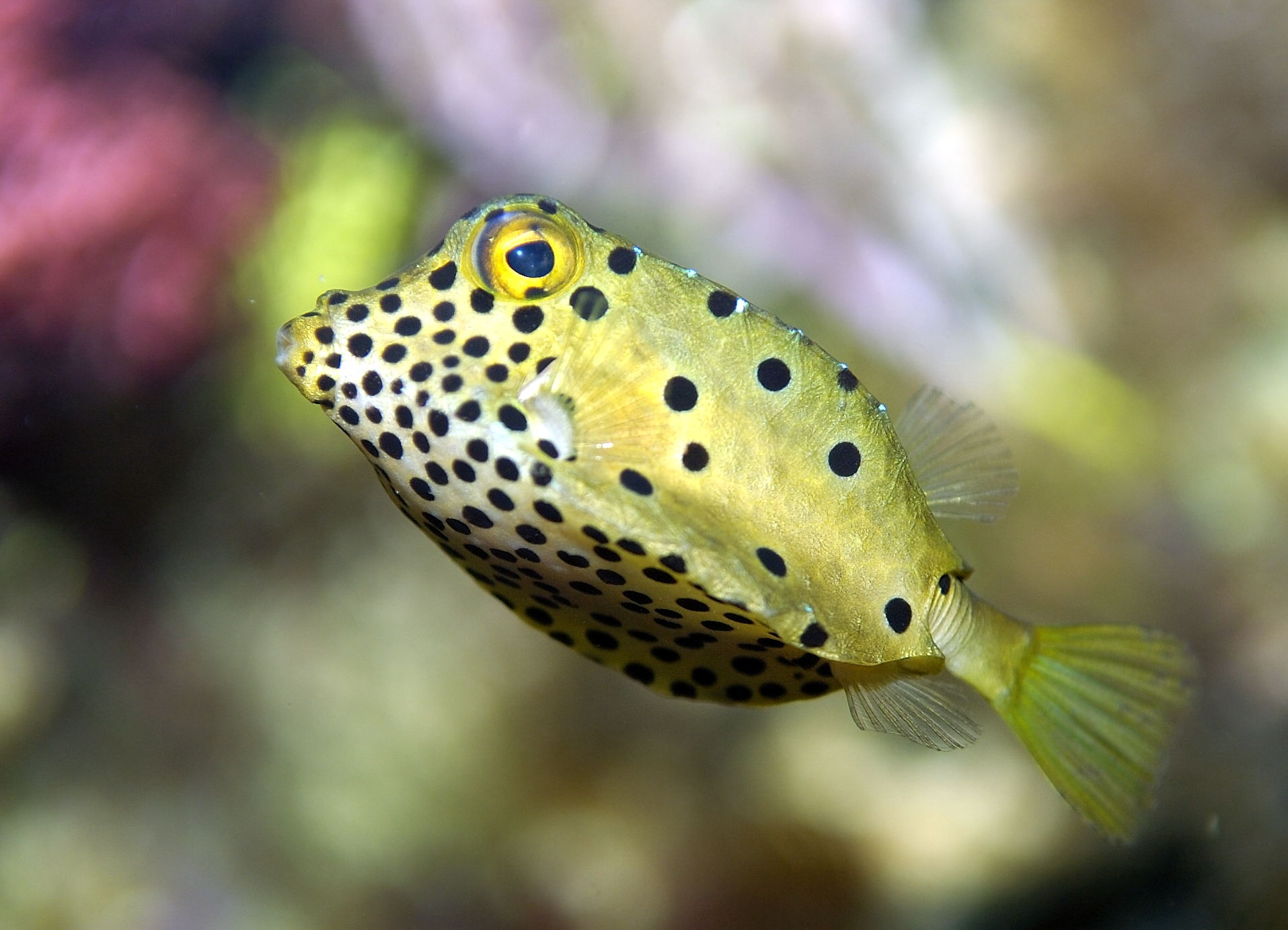
Ostracion cubicus

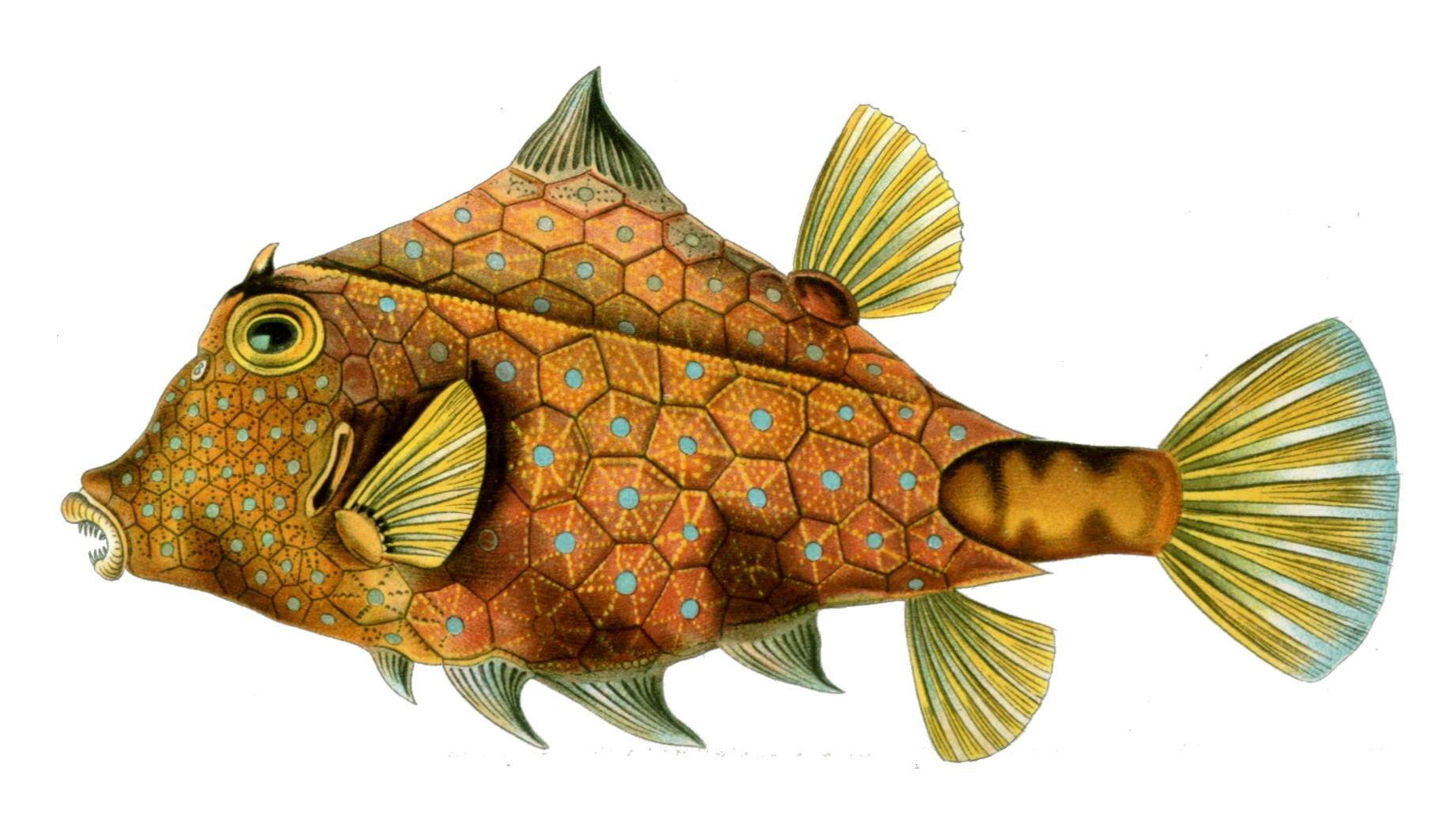
Tetrosomus gibbosus

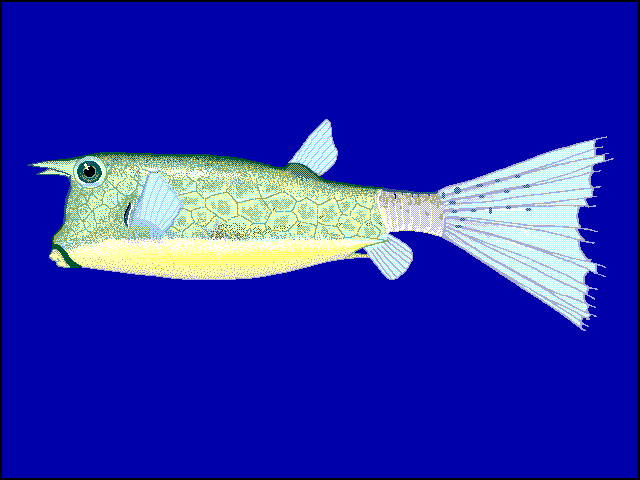
Lactoria cornuta

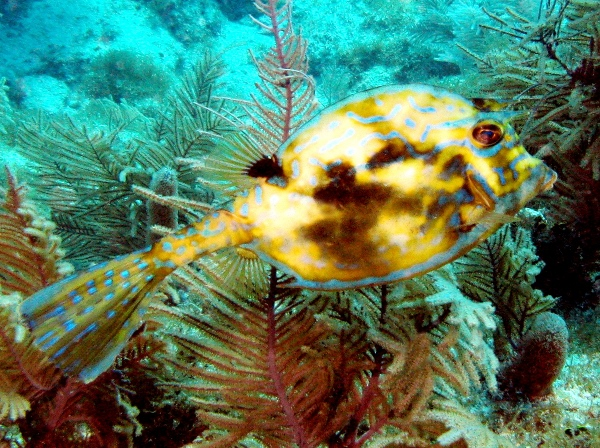
Acanthostracion quadricornis

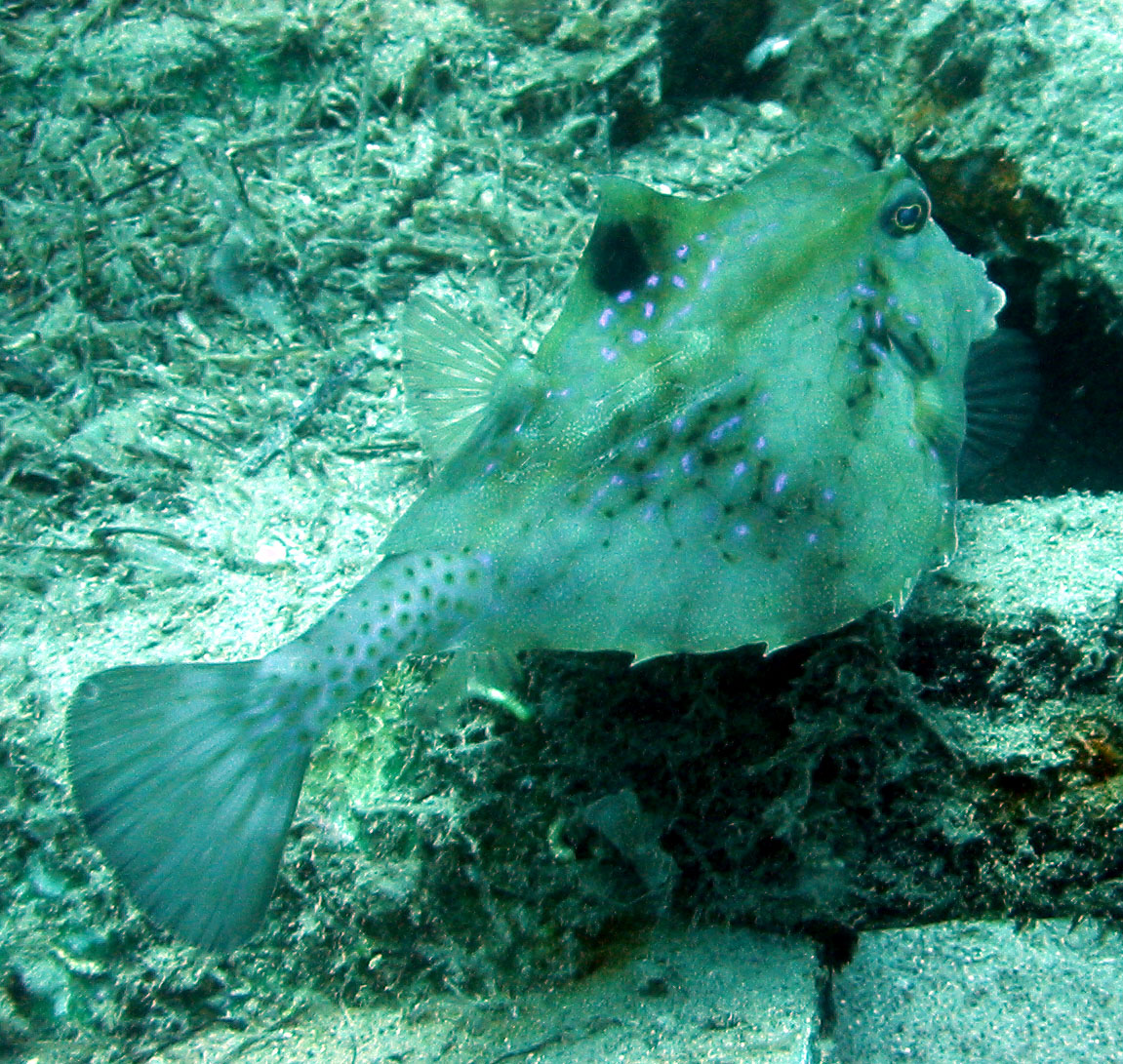
Tetrasomus gibbosus

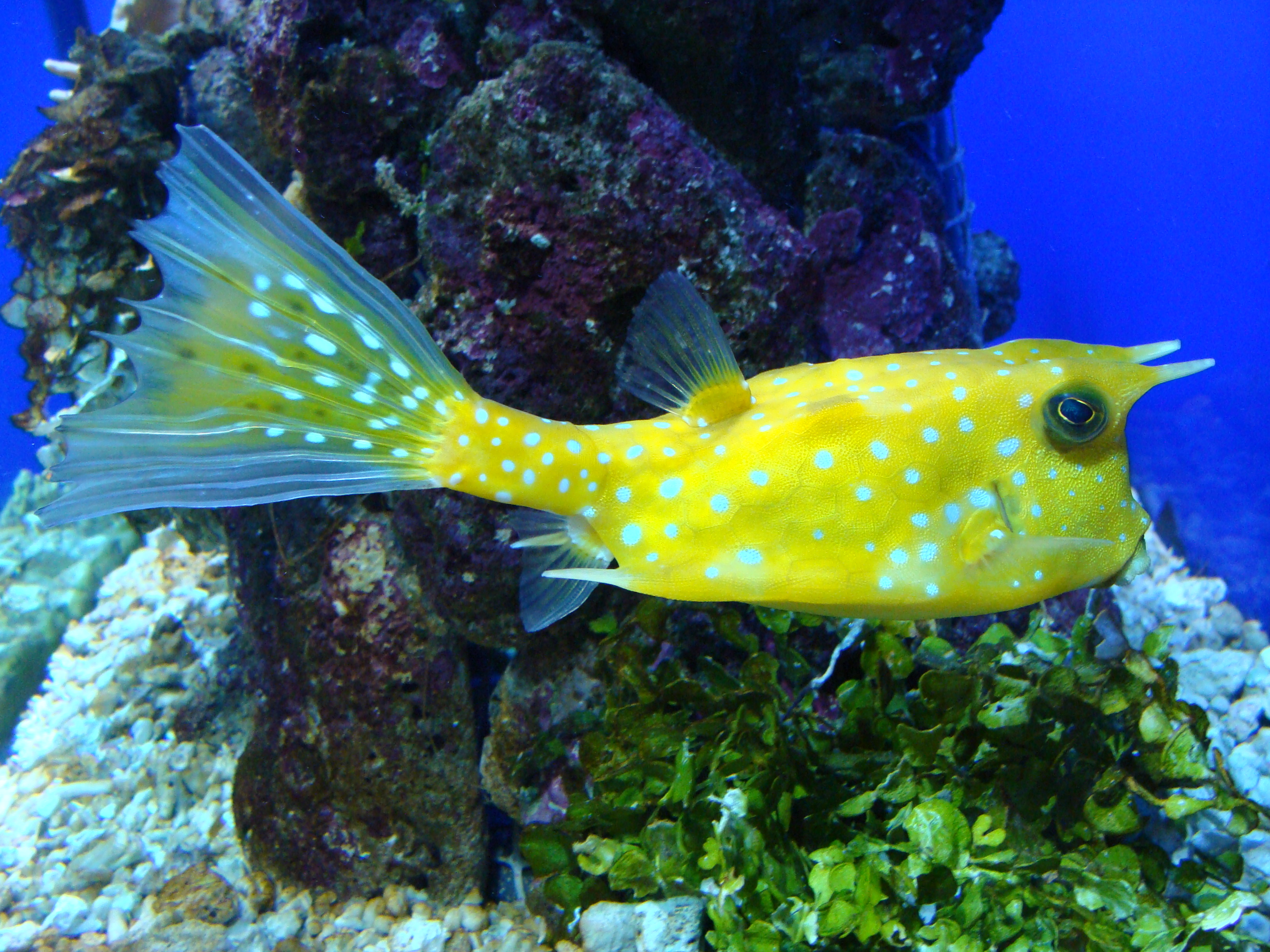
Lactoria cornuta

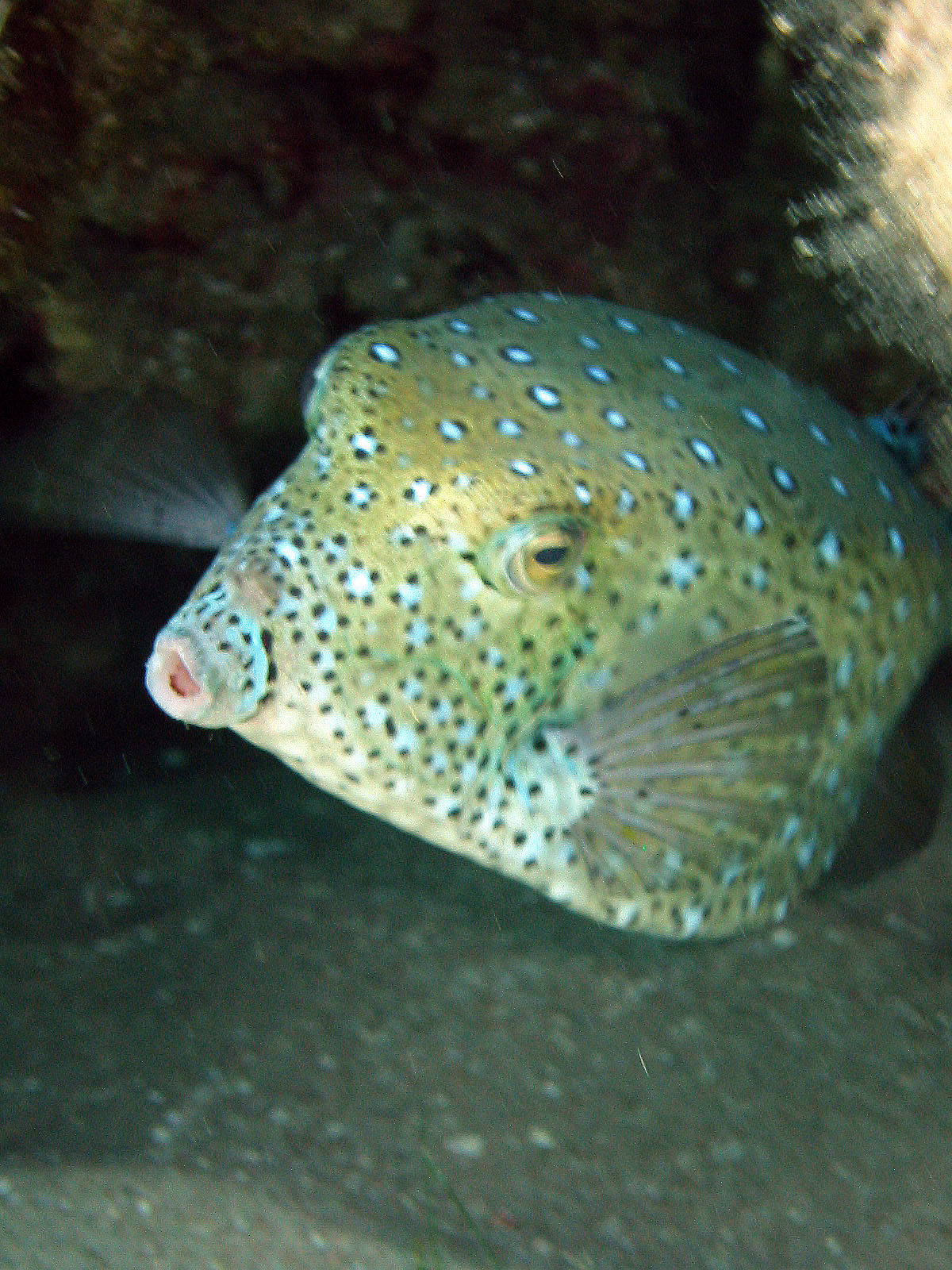
Ostracion cubicus

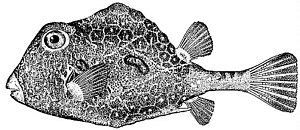
Lactophrys trigonus

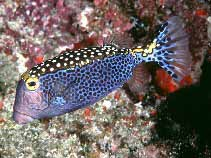
Ostracion meleagris

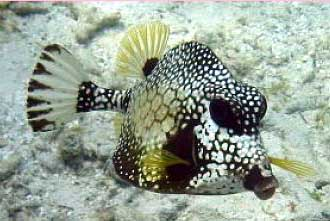
Lactophrys triqueter

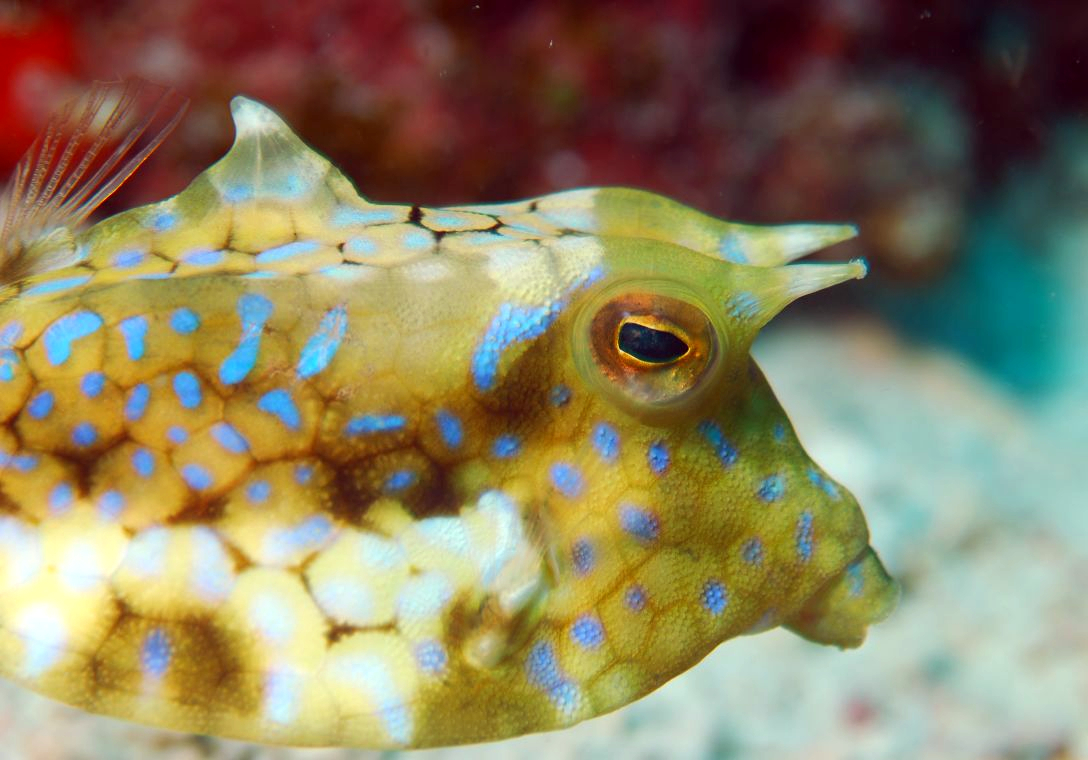
Lactoria fornasini

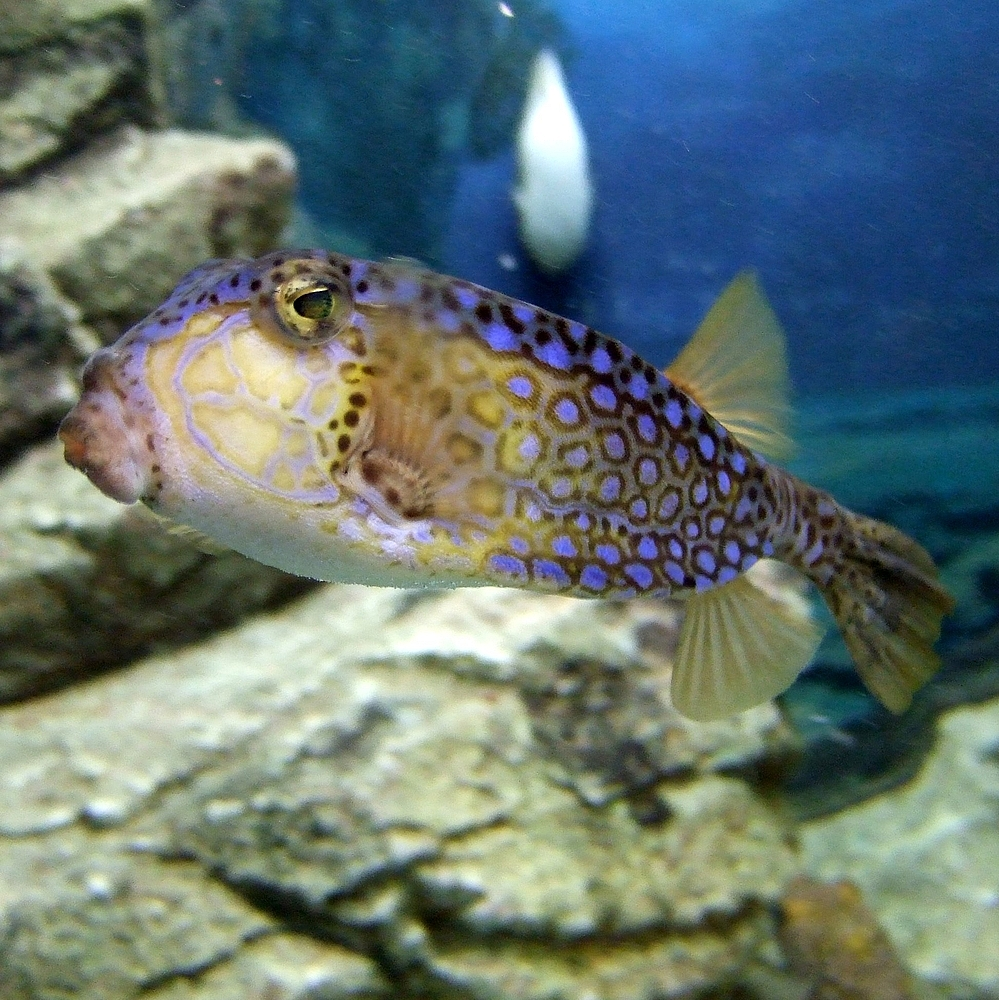
Ostracion immaculatus

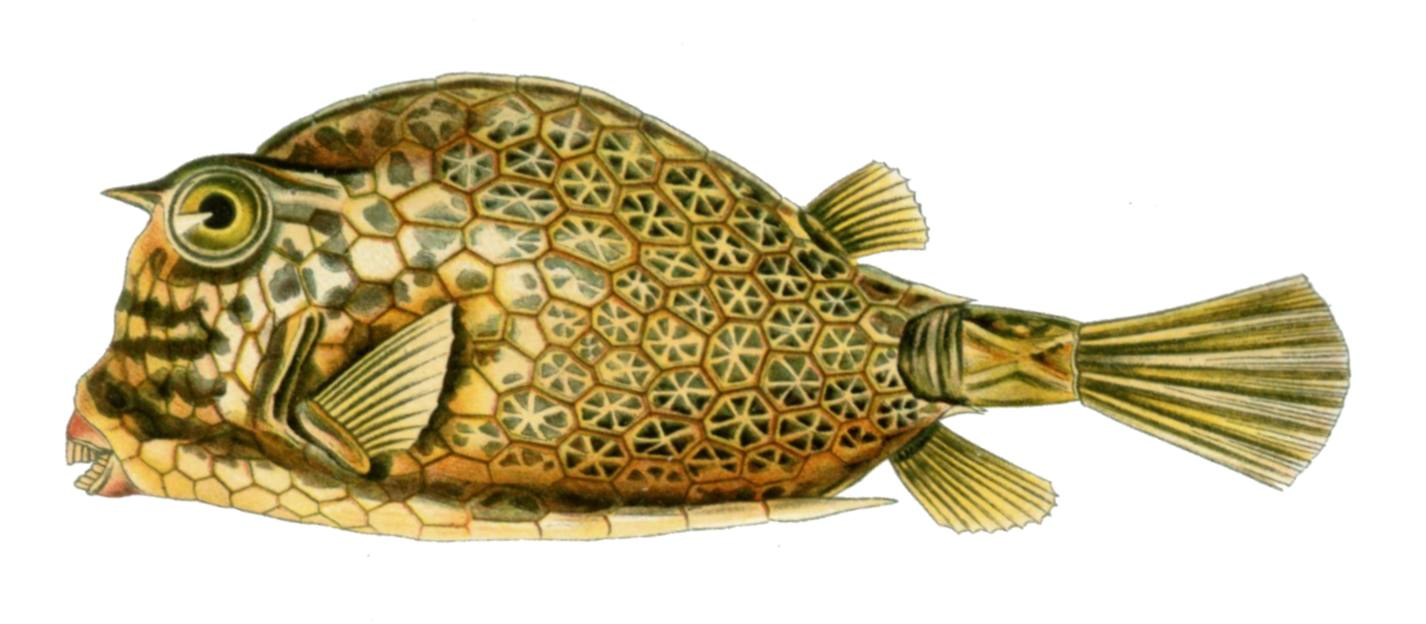
Acanthostracion quadricornis

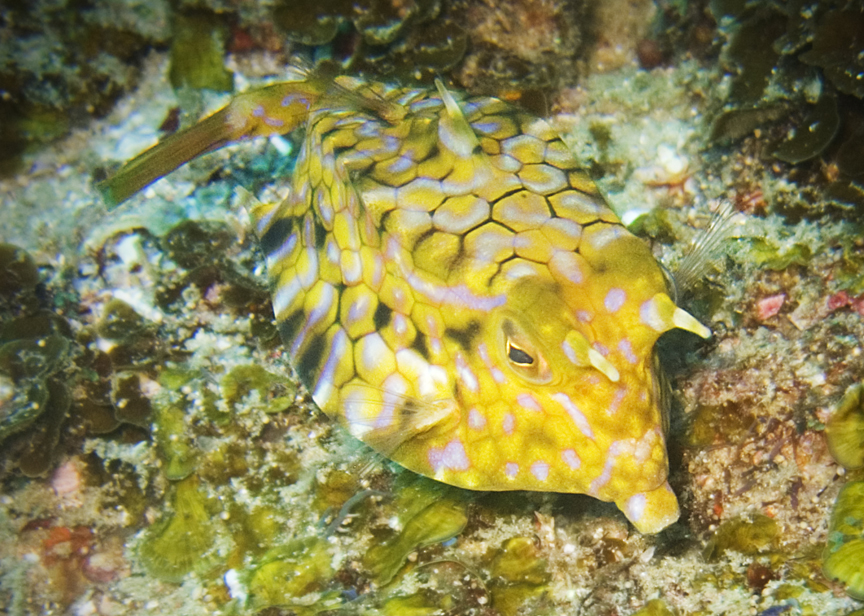
Lactoria fornasini

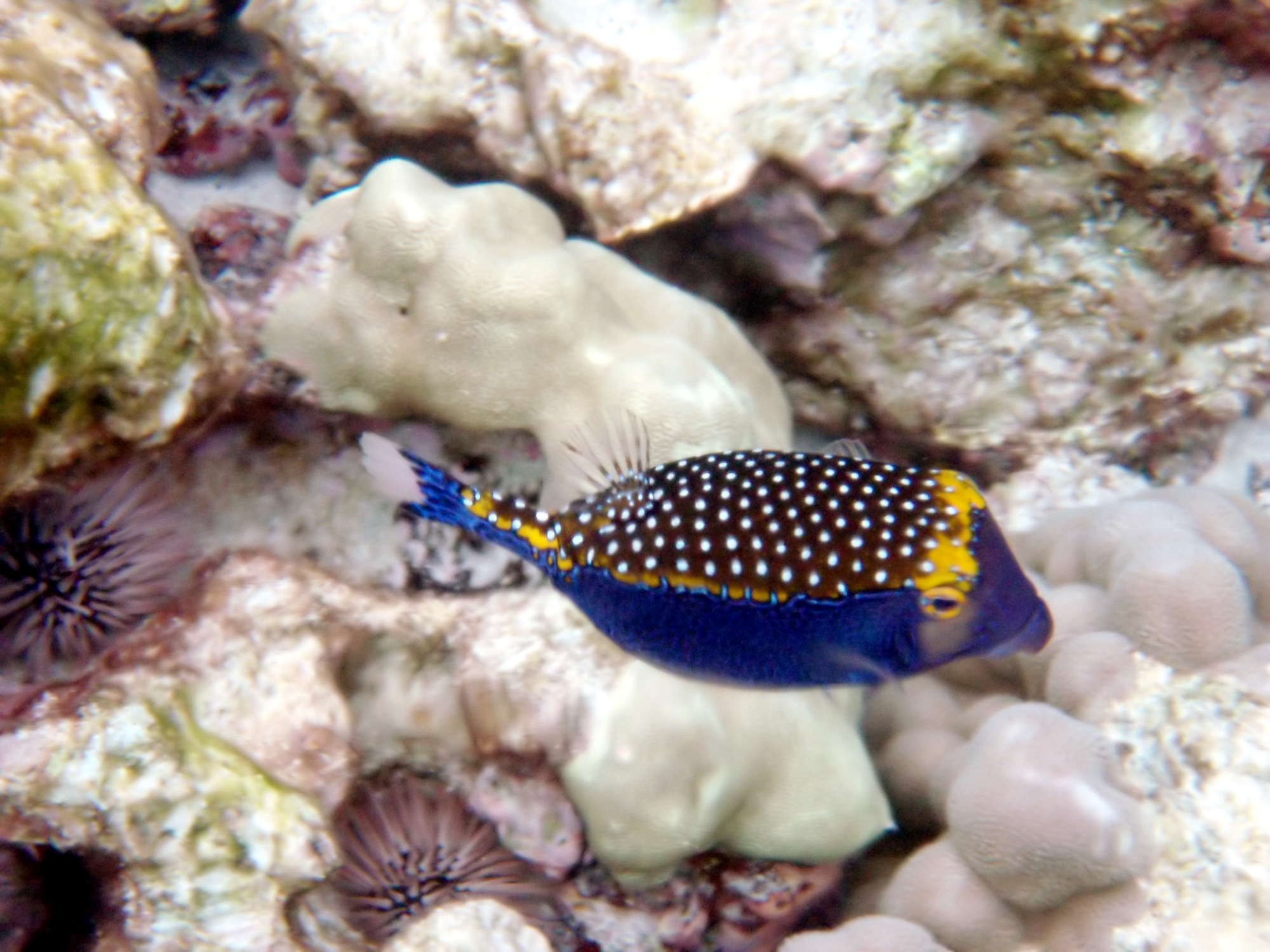
Ostracion meleagris

Els ostràcids (Ostraciidae) són una família de peixos teleostis de l'ordre dels tetraodontiformes que es troben als oceans Atlàntic, Índic i Pacífic.

## Morfologia
- Es reconeixen fàcilment per la seua armadura externa rígida composta per plaques òssies.
- Al voltant de 60 cm de longitud màxima.
- Nombre de vèrtebres: generalment, en tenen 18.[4]
- Aletes petites i sense espines, i absència de les pèlviques, la qual cosa els fa uns nedadors molt lents però capaços de fer moviments curts i ràpids.

## Reproducció
Quan és l'època de reproducció, fresen al vespre i els ous són pelàgics.

## Alimentació
Quan s'alimenten, produeixen un raig d'aigua contra la sorra per deixar al descobert i menjar petits invertebrats (com ara, tunicats, esponges de mar, coralls, crustacis i cucs) i algues.

## Distribució geogràfica
Es troben a l'Atlàntic, l'Índic i el Pacífic.

## Gèneres i espècies
- Acanthostracion  (Bleeker, 1865)[6]
  - Acanthostracion guineensis  (Bleeker, 1865)
  - Acanthostracion notacanthus  (Bleeker, 1863)
  - Acanthostracion polygonius  (Poey, 1876)
  - Acanthostracion quadricornis  (Linnaeus, 1758)
- Lactophrys  (Swainson, 1839)[7]
  - Lactophrys bicaudalis  (Linnaeus, 1758)
  - Lactophrys trigonus  (Linnaeus, 1758)
  - Lactophrys triqueter  (Linnaeus, 1758)
- Lactoria  (Jordan & Fowler, 1902)[8]
  - Lactoria cornuta  (Linnaeus, 1758)
  - Lactoria diaphana  (Bloch & Schneider, 1801)
  - Lactoria fornasini  (Bianconi, 1846)
  - Lactoria paschae  (Rendahl, 1921)
- Ostracion  (Linnaeus, 1758)[9]
  - Ostracion cubicus  (Linnaeus, 1758)
  - Ostracion cyanurus  (Rüppell, 1828)
  - Ostracion immaculatus  (Temminck & Schlegel, 1850)
  - Ostracion meleagris  (Shaw, 1796)
  - Ostracion nasus  (Bloch, 1785)
  - Ostracion rhinorhynchos  (Bleeker, 1852)
  - Ostracion solorensis  (Bleeker, 1853)
  - Ostracion trachys  (Randall, 1975)
  - Ostracion whitleyi  (Fowler, 1931)
- Paracanthostracion 
  - Paracanthostracion lindsayi  (Phillipps, 1932)
- Rhynchostracion  (Fraser-Brunner, 1935)[10]
  - Rhynchostracion nasus  (Bloch, 1785)
- Tetrosomus  (Swainson, 1839)[7]
  - Tetrosomus concatenatus  (Bloch, 1785)
  - Tetrosomus gibbosus  (Linnaeus, 1758)
  - Tetrosomus reipublicae  (Ogilby, 1913)
  - Tetrosomus stellifer  (Bloch & Schneider, 1801)[11][12][4][13][5][14][15]

## Costums
Són territorials i formen harems (tres o quatre femelles per cada mascle).

## Observacions
No són peixos recomanats per mantindre'ls en captivitat en un aquari, ja que les espècies del gènere Lactophrys segreguen una substància (l'ostracitoxina) que és verinosa per a altres peixos i per a ells mateixos si es troben en un espai tancat reduït.